# Nūchavān
Nūchavān (persiska: نوچوان) är en ort i Iran.   Den ligger i provinsen Västazarbaijan, i den nordvästra delen av landet, 500 km väster om huvudstaden Teheran. Nūchavān ligger 1 466 meter över havet och antalet invånare är 168.
Terrängen runt Nūchavān är kuperad. Runt Nūchavān är det ganska tätbefolkat, med 80 invånare per kvadratkilometer. Närmaste större samhälle är Āghlān, 2,1 km sydost om Nūchavān. Trakten runt Nūchavān består i huvudsak av gräsmarker.